# Laguna Los Escarchados

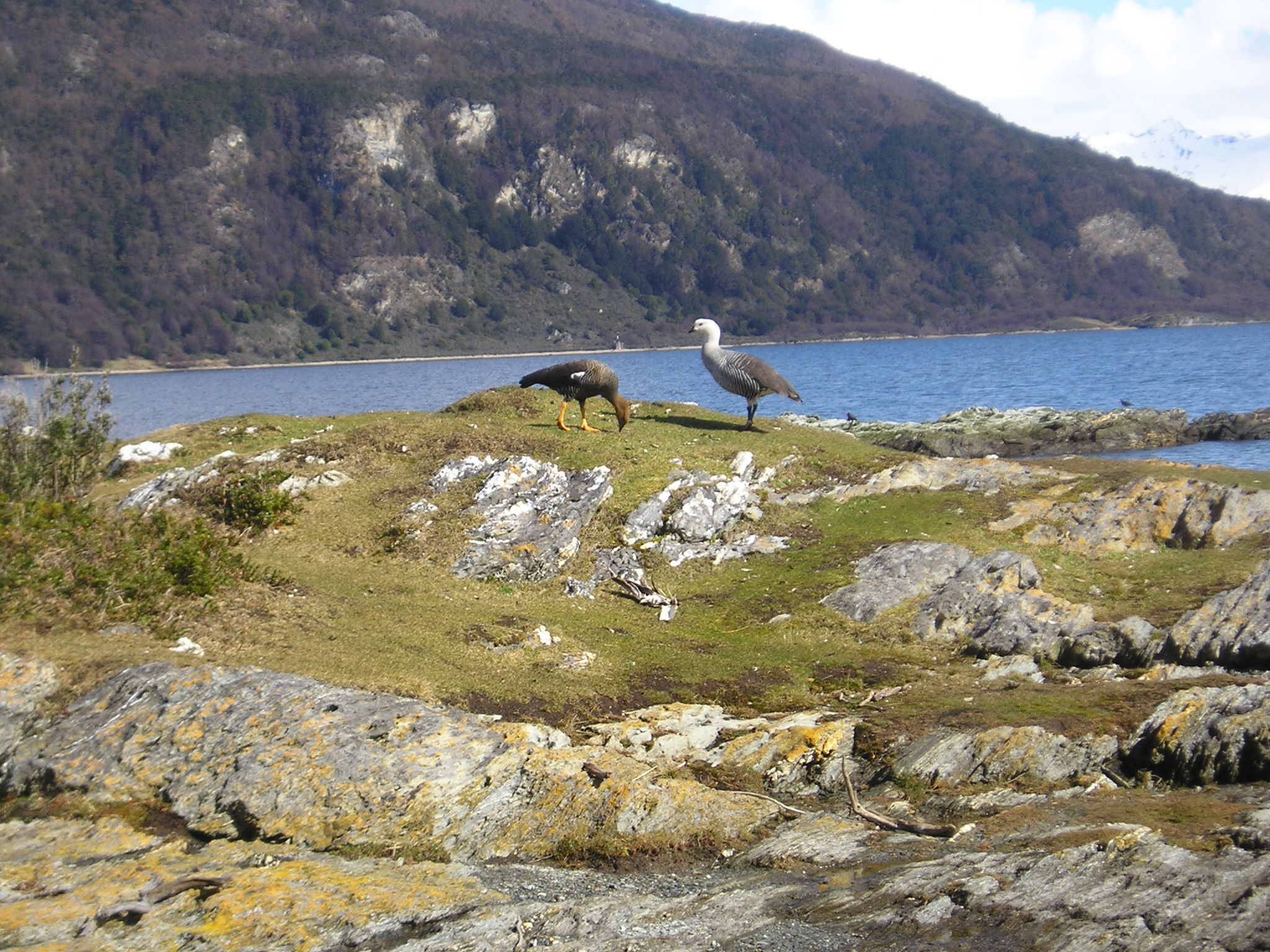
Ejemplares de cauquén común (Chloephaga picta)

La Laguna Los Escarchados es un pequeño lago en la Argentina. Se encuentra en el departamento Lago Argentino, en la provincia de Santa Cruz, Patagonia.
Esta laguna es el lugar del hallazgo en 1974 del zambullidor mitra o macá tobiano (Podiceps gallardoi). En 1978, para proteger esta especie en peligro crítico, la laguna se transformó en una reserva ecológica.

## Geografía
Su cuenca es endorreica, lo que significa que el suministro de agua no es suficiente para crear un efluente. La evaporación compensa estas contribuciones.
En ciertas ocasiones este equilibrio se altera y la laguna adquiere mayor altura de agua, con lo cual la vegetación acuática, fundamentalmente la vinagrilla, queda completamente sumergida, con escasos o nulos ejemplares por encima de la superficie del agua. El macá tobiano utiliza básicamente vinagrilla para la construcción de sus nidos y su escasez provoca su desplazamiento a lagunas cercanas.
La laguna es de muy fácil acceso (cerca de la Ruta Nacional 40), se encuentra a unos 50 km al este de la ciudad de El Calafate, en la zona extra-andina de la provincia es decir, en la meseta patagónica. Se forma con el agua proveniente de las lagunas de los alrededores, Laguna de Ensenada y Laguna La Josefa. Este conjunto de lagunas se congela en invierno.
Posee una longitud de 1,65 kilómetros y 900 metros de ancho, lo que equivale a una superficie de algo menos de 150 ha.

## Fauna
La laguna y sus alrededores se caracterizan por poseer una avifauna importante. Aquí habitan el cauquén común (Chloephaga picta), el cauquén cabeza gris (Chloephaga poliocephala), el pato overo (Anas sibilatrix), el pato pico cuchara sudamericano (Anas platalea), el pato maicero (Anas georgica), la gallereta ligas rojas (Fulica armillata), el cisne coscoroba (Coscoroba coscoroba), el correlimos culiblanco (Calidris fuscicollis), el playero de Baird (Calidris bairdii), el chorlito chileno (Charadrius modestus), el pato vapor volador (Tachyeres patachonicus), el vari (Circus cinereus), la gaviota cocinera (Larus dominicanus) y el macá plateado (Podiceps occipitalis).
La laguna es sitio de nidificación de macá tobiano y otras especies de aves acuáticas.

## Flora
En cuanto a la flora, se observan poblaciones de vinagrilla (Myriophyllum quitense) y Zannichellia, ambas completamente adaptadas a hábitat acuático. 